# Ngasem (Gurah)
Ngasem is een bestuurslaag in het regentschap Kediri van de provincie Oost-Java, Indonesië. Ngasem telt 1839 inwoners (volkstelling 2010).